# خط ۱۲ متروی مادرید
خط ۱۲ متروی مادرید (انگلیسی: Line 12) یکی از خطوط متروی مادرید است که در سال ۲۰۰۳ تأسیس شده و دارای ۲۸ ایستگاه و ۴۱ کیلومتر طول است.

## نگارخانه

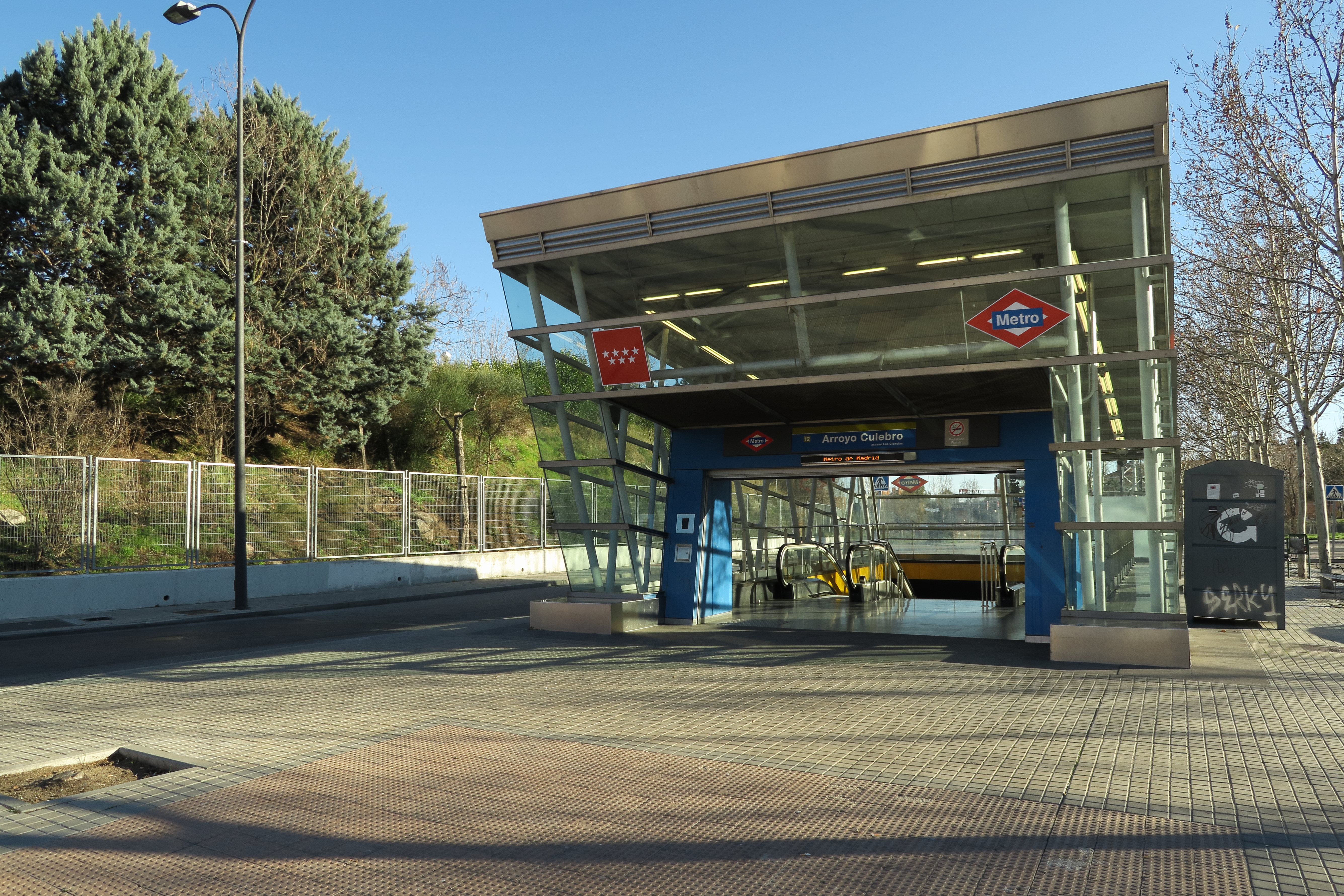
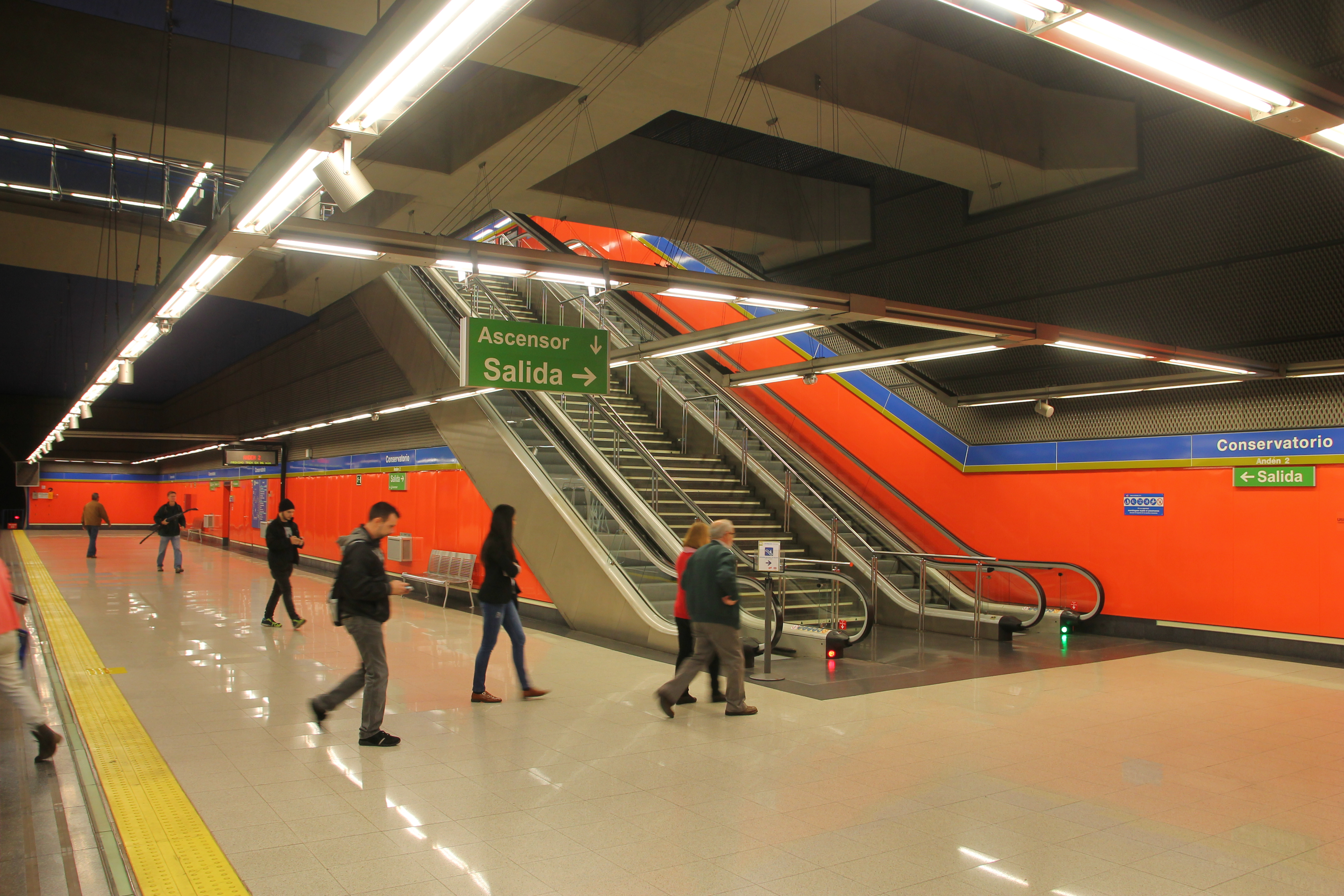
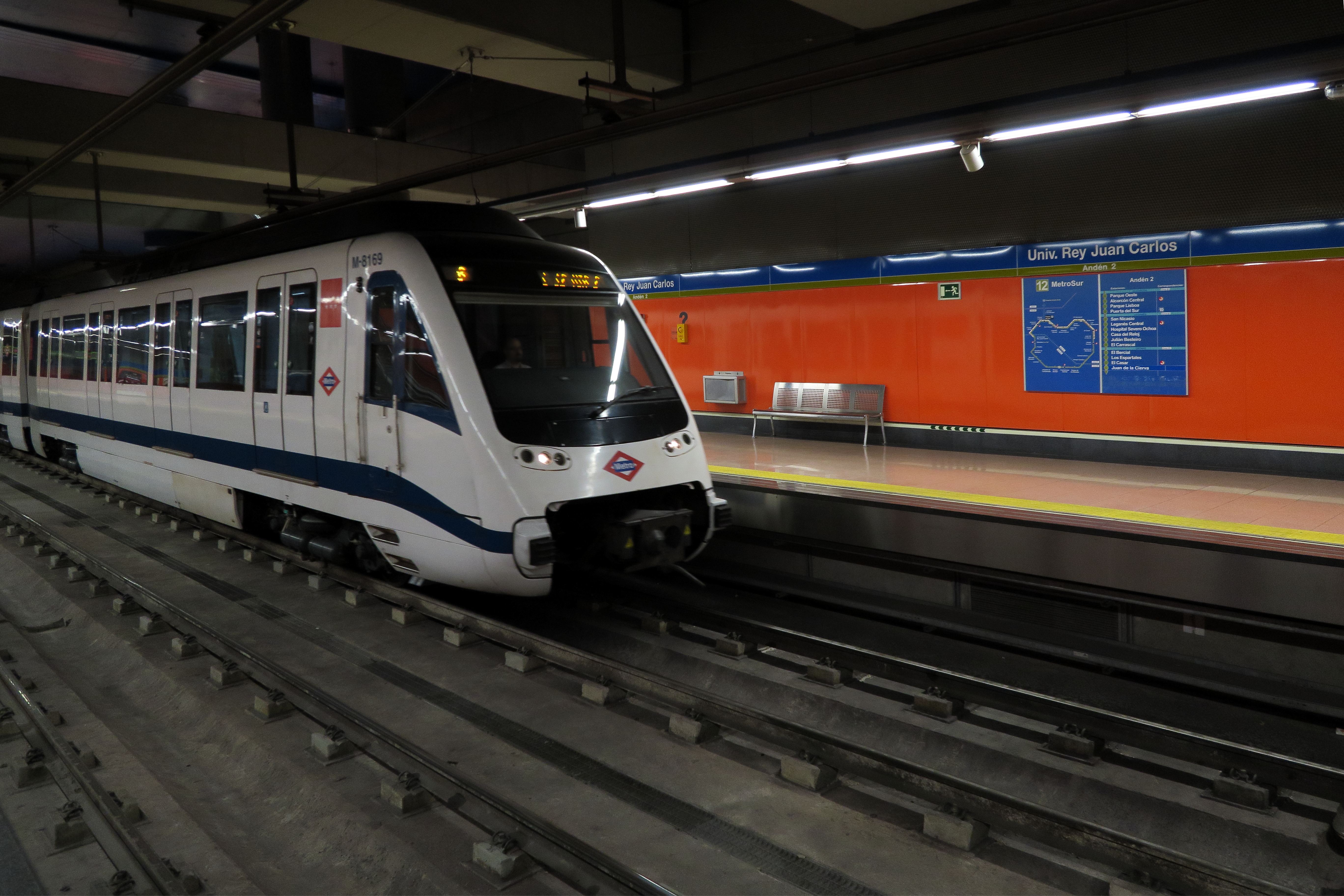
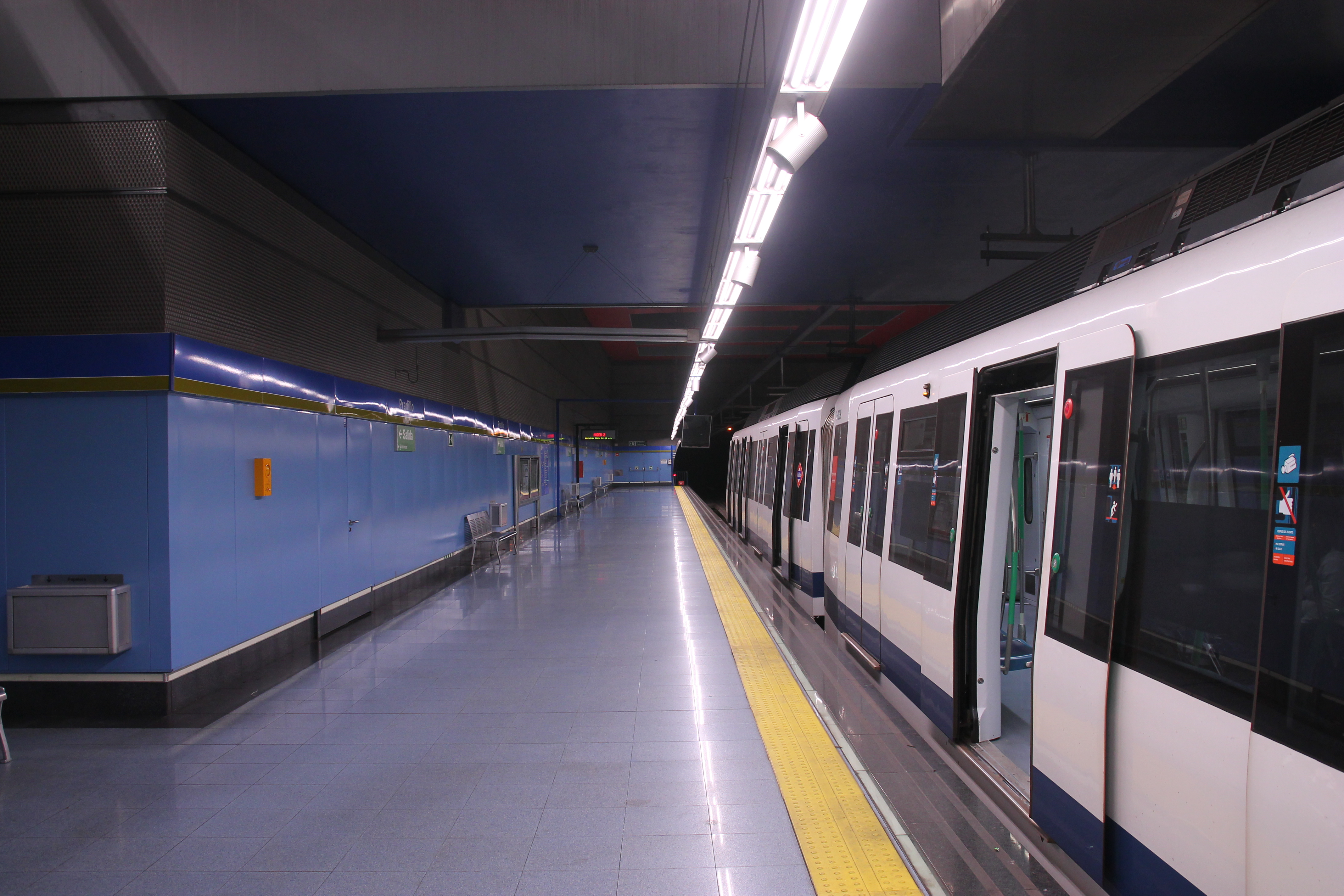